# Advanced Camera for Surveys

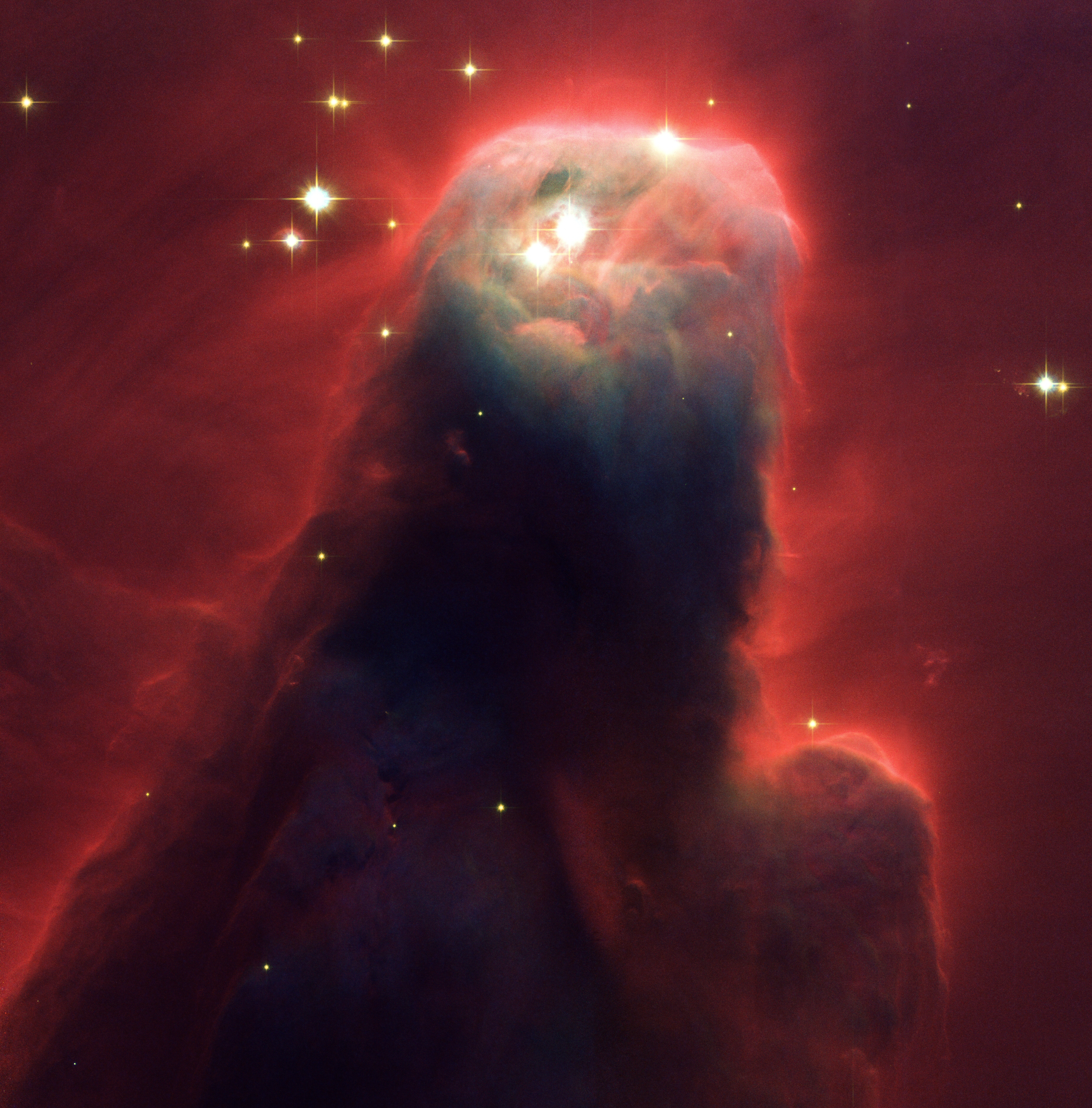
A még vadonatúj ACS által 2002. április 2-án készített kép, rajta a Cone Nebula (Kúp köd)

A Advanced Camera for Surveys konstrukció (magyarul: továbbfejlesztett kamera felmérésekhez) a Hubble űrtávcső egyik harmadik generációs rendszere, mely a Ball Aerospace & Technologies Corporation laboratóriumában készült a Space Telescope Science Institute és a Goddard Space Flight Center közreműködésével.
Az ACS képes érzékelni az ibolyántúli, a látható és az infravörös tartományokban, 115-1050 nm hullámhosszúságon.
Az ACS tulajdonképpen három különálló rendszert foglal magába, mindhárom csatornának megvan a maga specialitása.
A széles látószögű (Wide Field Camera, WFC) a különböző nagy struktúrák felmérésében használatos. A már jelenleg működésképtelen nagy felbontású kamerát (High Resolution Channel, HRC) távoli galaxismagok figyelésére, csillagok bolygóinak felfedezésére, illetve a Naprendszer bolygóinak megörökítésére használták. A Solar Blind Camera (SBC) kiszűri a látható fényt, hogy jobb hatásfokkal vizsgálhassa az UV tartományt.
|                      | WFC              | HRC           | SBC            |
| -------------------- | ---------------- | ------------- | -------------- |
| Látószög             | 202" × 202"      | 29,1" × 26,1" | 34,59" × 30,8" |
| Pixel méret, μm      | 15 × 15          | 21 × 21       | 25 × 25        |
| Felbontás, pixel     | 2048 × 4096 (×2) | 1024 × 1024   | 1024 × 1024    |
| Spektrum, nm         | 350 - 1050       | 200 - 1050    | 115 - 180      |
| Működési hőmérséklet | -81 °C           | -80 °C        | ?              |

A berendezés fő áramellátása súlyos üzemzavart szenvedett 2006. június 30-án, majd 2007. január 27-én a berendezés biztonsági módba helyezte magát, miután a tartalék áramforrást is elvesztette. Másnap a NASA emberei visszaállították a műhold üzemmódját, és kerülték az ACS használatát. A negyedik szervizküldetésen kísérletet tettek a javításra, ami részben sikerült is, csak a High Resolution Channel részegység nem éledt újra.
Az ACS a már majdnem 12 éve a Hubble-on szolgálatot teljesítő Faint Object Camera helyére került 2002 februárjában, az STS–109 küldetés során.